# Schoenlappersbakerhaai
De schoenlappersbakerhaai (Sutorectus tentaculatus) is een vis uit de familie van de wobbegongs (Orectolobidae) en behoort derhalve tot de orde van bakerhaaien (Orectolobiformes). De vis kan een lengte bereiken van 92 centimeter. 

## Leefomgeving
De schoenlappersbakerhaai is een zoutwatervis. De vis prefereert een subtropisch klimaat en leeft hoofdzakelijk in de Indische Oceaan langs de zuidwestelijke kust van Australië.

## Relatie tot de mens
De schoenlappersbakerhaai is voor de visserij van geen belang. In de hengelsport wordt er weinig op de vis gejaagd. 
Voor de mens kan de schoenlappersbakerhaai gevaarlijk zijn, de schoenlappersbakerhaai kan een mens flink verwonden.